# Дейв Андрейчук
Девід Джон (Дейв) Андрейчу́к (англ. David John (Dave) Andreychuk; 29 вересня 1963, Гамільтон, провінція Онтаріо, Канада) — канадський хокеїст українського походження, лівий нападник.

## Кар'єра
Попаданням до складу «Клинків», в якому пройдуть перші 11 сезонів майбутнього рекордсмена, Дейв зобов'язаний Скотті Боумену, який на початку 80-х омолоджував склад, прийшовши в команду у 1979 році.
У січні 1983 року брав участь у знаменитій суперсерії зустрічей із радянськими командами «Динамо» Москва (відзначився голом), та «Хіміком» (Воскресенськ) (дубль).
У лютому 1993, разом із Дерреном Пуппою його обміняли до «Торонто». Там він відіграв три з половиною сезони. Потім на такий же термін вирушив до «Нью-Джерсі Девілз», за яких зіграв у плей-оф лише 10 ігор.
За 3 роки, з 1999 по 2001, в кар'єрі гравця змінилось 4 команди, але він урешті-решт прийшов у команду, де став капітаном і отримав перстень володаря Кубка Стенлі 2004 року («Тампа-Бей Лайтнінг»). Примітно, що Дейв став найстаршим дебютантом фіналу Кубка Стенлі: перший матч провів коли йому було 40 років і 7 місяців, 25 травня 2004.
В сезоні 2003-04 він у 19 раз за свою кар'єру перетнув відмітку у 20 голів за один регулярний чемпіонат, що є третім показником в історії НХЛ. Вище стоять лише Горді Хоу (22 сезона) та Рон Френсіс (20 сезонів).
Закінчення кар'єри. 11 червня 2006 року Дейв Андрейчук був виставлений на «драфт відмов». Після того як всі 29 команд відмовились взяти на себе контрактні зобов'язання гравця, керівництво команди вернуло великого гравця у список команди, але запропонувало обговорити працевлаштування колишнього капітана в системі «Громовержців» вже не як гравця.

## Досягнення
- Бронзовий призер молодіжного ЧС 1983.
- Бронзовий призер ЧС 1986 (10 матчів, 3 голи).
- В чемпіонатах НХЛ — 1639 матчів, 640 голів, причому 274 в більшості, що є абсолютним рекордом НХЛ.
- В турнірах Кубка Стенлі — 162 матчі, 43 голи.
- Брав участь в матчах всіх зірок НХЛ у 1990 та 1994 роках.
- Володар Кубка Стенлі — 2004.

## Статистика
| Сезон        | Клуб               | Ліга         | Регулярна першість | Регулярна першість | Регулярна першість | Регулярна першість | Регулярна першість | Плей-оф | Плей-оф | Плей-оф | Плей-оф | Плей-оф |
| Сезон        | Клуб               | Ліга         | І                  | Г                  | П                  | О                  | ШХ                 | І       | Г       | П       | О       | ШХ      |
| ------------ | ------------------ | ------------ | ------------------ | ------------------ | ------------------ | ------------------ | ------------------ | ------- | ------- | ------- | ------- | ------- |
| 1982-83      | Баффало Сейбрс     | НХЛ          | 43                 | 14                 | 23                 | 37                 | 16                 | 4       | 1       | 0       | 1       | 4       |
| 1983-84      | Баффало Сейбрс     | НХЛ          | 73                 | 38                 | 42                 | 80                 | 42                 | 2       | 0       | 1       | 1       | 2       |
| 1984-85      | Баффало Сейбрс     | НХЛ          | 64                 | 31                 | 30                 | 61                 | 54                 | 5       | 4       | 2       | 6       | 4       |
| 1985-86      | Баффало Сейбрс     | НХЛ          | 80                 | 36                 | 51                 | 87                 | 61                 | --      | --      | --      | --      | --      |
| 1986-87      | Баффало Сейбрс     | НХЛ          | 77                 | 25                 | 48                 | 73                 | 46                 | --      | --      | --      | --      | --      |
| 1987-88      | Баффало Сейбрс     | НХЛ          | 80                 | 30                 | 48                 | 78                 | 112                | 6       | 2       | 4       | 6       | 0       |
| 1988-89      | Баффало Сейбрс     | НХЛ          | 56                 | 28                 | 24                 | 52                 | 40                 | 5       | 0       | 3       | 3       | 0       |
| 1989-90      | Баффало Сейбрс     | НХЛ          | 73                 | 40                 | 42                 | 82                 | 42                 | 6       | 2       | 5       | 7       | 2       |
| 1990-91      | Баффало Сейбрс     | НХЛ          | 80                 | 36                 | 33                 | 69                 | 32                 | 6       | 2       | 2       | 4       | 8       |
| 1991-92      | Баффало Сейбрс     | НХЛ          | 80                 | 41                 | 50                 | 91                 | 71                 | 7       | 1       | 3       | 4       | 12      |
| 1992-93      | Баффало Сейбрс     | НХЛ          | 52                 | 29                 | 32                 | 61                 | 48                 | 4       | 1       | 0       | 1       | 2       |
| 1992-93      | Торонто Мейпл-Ліфс | НХЛ          | 31                 | 25                 | 13                 | 38                 | 8                  | 21      | 12      | 7       | 19      | 35      |
| 1993-94      | Торонто Мейпл-Ліфс | НХЛ          | 83                 | 53                 | 46                 | 99                 | 98                 | 18      | 5       | 5       | 10      | 16      |
| 1994-95      | Торонто Мейпл-Ліфс | НХЛ          | 48                 | 22                 | 16                 | 38                 | 34                 | 7       | 3       | 2       | 5       | 25      |
| 1995-96      | Торонто Мейпл-Ліфс | НХЛ          | 61                 | 20                 | 24                 | 44                 | 54                 | --      | --      | --      | --      | --      |
| 1995-96      | Нью-Джерсі Девілз  | НХЛ          | 15                 | 8                  | 5                  | 13                 | 10                 | --      | --      | --      | --      | --      |
| 1996-97      | Нью-Джерсі Девілз  | НХЛ          | 82                 | 27                 | 34                 | 61                 | 48                 | 1       | 0       | 0       | 0       | 0       |
| 1997-98      | Нью-Джерсі Девілз  | НХЛ          | 75                 | 14                 | 34                 | 48                 | 26                 | 6       | 1       | 0       | 1       | 4       |
| 1998-99      | Нью-Джерсі Девілз  | НХЛ          | 52                 | 15                 | 13                 | 28                 | 20                 | 4       | 2       | 0       | 2       | 4       |
| 1999-2000    | Бостон Брюїнс      | НХЛ          | 63                 | 19                 | 14                 | 33                 | 28                 | --      | --      | --      | --      | --      |
| 1999-2000    | Колорадо Евеланш   | НХЛ          | 14                 | 1                  | 2                  | 3                  | 2                  | 17      | 3       | 2       | 5       | 18      |
| 2000-01      | Баффало Сейбрс     | НХЛ          | 74                 | 20                 | 13                 | 33                 | 32                 | 13      | 1       | 2       | 3       | 4       |
| 2001-02      | Тампа-Бей Лайтнінг | НХЛ          | 82                 | 21                 | 17                 | 38                 | 109                | --      | --      | --      | --      | --      |
| 2002-03      | Тампа-Бей Лайтнінг | НХЛ          | 72                 | 20                 | 14                 | 34                 | 34                 | 11      | 3       | 3       | 6       | 10      |
| 2003-04      | Тампа-Бей Лайтнінг | НХЛ          | 82                 | 21                 | 18                 | 39                 | 42                 | 23      | 1       | 13      | 14      | 14      |
| 2005-06      | Тампа-Бей Лайтнінг | НХЛ          | 42                 | 6                  | 12                 | 18                 | 16                 | --      | --      | --      | --      | --      |
| Всього в НХЛ | Всього в НХЛ       | Всього в НХЛ | 1639               | 640                | 698                | 1338               | 1125               | 162     | 43      | 54      | 97      | 162     |